# ثعبان البحر أصفر البطن
ثعبان البحر أصفر البطن (الاسم العلمي: Hydrophis platurus)، هو نوع سام من الثعابين من فُصيلة الغيدقاوات (ثعابين البحر) توجد في مياه المحيطات الاستوائية حول العالم باستثناء المحيط الأطلسي. لسنوات عديدة، وضع في جنس Pelamis أحادي الطراز، لكن الأدلة الجزيئية الحديثة تشير إلى أنه يقع ضمن جنس الغيدقة.